# Босанова
Босано́ва, бо́сса-но́ва (порт. bossa nova) — жанр бразильской популярной музыки, представляющий собой синтез местного фольклора и джаза. Пик популярности босса-новы пришёлся на 1960-е годы.
Основоположники босса-новы — композитор Антониу Карлос Жобин и гитарист Жуан Жилберту. «Отправной точкой» босса-новы считается песня Жобина «Довольно грустить» («Chega de saudade», 1957), получившая известность в интерпретации Жуана Жилберту (1958). Мировой эмблемой босса-новы стала песня Жобина «Девушка из Ипанемы» (1962), которую впервые исполнила Аструд Жилберту.

## История
Происхождение названия «bossa nova» (буквально bossa — «шишка», «холмик», «горб»; nova — «новая») связывают с модным в конце 1950-х годов бразильским жаргонным словечком «bossa», которое означало примерно то же, что в современном русском жаргоне слово «фишка», то есть «характерная особенность», «яркая черта». Таким образом, название жанра следует понимать не в буквальном («новый горб» или «новая шишка»), а в переносном смысле — «новая черта», «новый стиль».
Босса-нова появилась в Рио-де-Жанейро, в районе Ипанема — месте обитания обеспеченных людей. Первоначально она исполнялась на вечеринках и домашних концертах для образованной публики. Вскоре, однако, босса-нова перестала быть «музыкой для избранных» и зазвучала в клубах, арт-кафе и просто на улицах бразильских городов. Среди талантливых авторов и исполнителей босса-новы (помимо Жобина и Жилберту) бразильцы Роберту Менескаль, Карлос Лира, Маркус Валли.
Один из первых бразильских LP-альбомов с босса-новами — «Песня слишком сильной любви» («Canção do amor demais»), записанный певицей Элизет Кардозу и гитаристом Жуаном Жилберту в 1958 году. Первым хитом, благодаря которому босса-нова переступила национальные границы, стала песня «Девушка из Ипанемы» (порт. Garota de Ipanema, англ. The girl from Ipanema) А. К. Жобина. Мировыми хитами стали также песни «Безрассудство» («Insensatez»), «Desafinado» и «Корковаду» («Corcovado»). Уже в 1962 году им рукоплескал нью-йоркский Карнеги-холл; грампластинки с записями босса-новы появились и в Европе. К началу 1970-х годов босса-нова стала эмблемой популярной бразильской музыки. В наши дни, когда художественные вкусы значительно изменились, босса-нова не утратила значения международной эстрадной классики, о чём свидетельствует постоянный интерес к ней в различных странах мира (в том числе, в России).

## Стилевые особенности

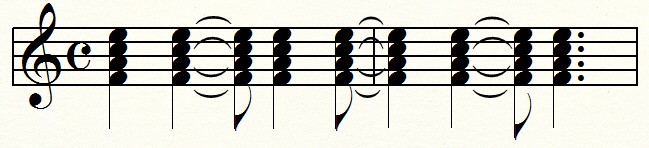
Пример 1. Violão gago. Ритмоформула босса-новы с характерными синкопами, типичная для гитарного аккомпанемента Ж. Жилберту

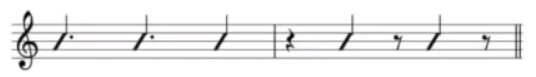
Пример 2. Ритмоформула босса-новы, часто используемая в аккомпанементе ударных

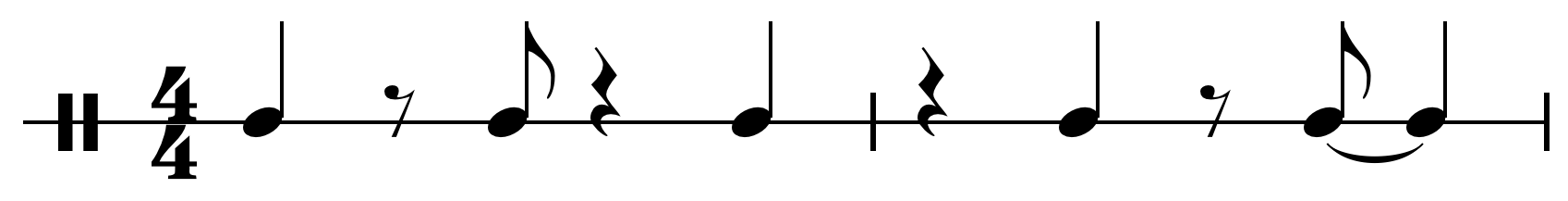
Пример 3. Ритмоформула босса-новы (вариант по учебнику ЭТМ Альфреда Блаттера)

С точки зрения музыкальной специфики босса-нова обычно рассматривается как жанр, в котором сочетаются ритмика бразильской городской самбы и гармония американского джаза (то есть разновидность расширенной хроматической тональности). Ритмика босса-новы проявляет себя не в мелодии (обычно незамысловатой, состоящей из остинатных и/или секвенцируемых коротких мотивов), а в аккомпанементе. Специфический аккомпанемент разработал в 1950-х гг. бразильский эстрадный гитарист, певец и композитор-песенник Жуан Жилберту. Суть его — в синкопированных ритмоформулах, охватывающих обычно два такта (размером 4/4).
На слух такой аккомпанемент воспринимается как постоянное «непопадание» в сильные доли метрической сетки, отсюда распространённое в Бразилии его метафорическое обозначение violão gago, букв. — заикающаяся гитара. Единой и узнаваемой ритмоформулы (как, например, у сортсико, сицилианы, болеро) у босса-новы нет, можно говорить скорее о наборе синкопированных двухтактовых формул, более или менее стабильно повторяющихся у отдельных аккомпаниаторов (см. нотный пример 1). То же касается ритмоформулы ударных (см. нотный пример 2).
В реализации гармонии босса-новы часто используется приём перегармонизации (одна и та же небольшая мелодическая фраза несколько раз повторяется, при этом её гармонизация меняется). При повторении фраза также может секвенцироваться (секвенция диатоническая либо хроматическая). Такая техника используется, например, в популярных босса-новах А. Жобина («Мартовские воды», «Девушка из Ипанемы», «Самба на одной ноте», «Безрассудство»), Р. Менескаля («Ah! Se eu pudesse», «Barquinho») и др. Сама гармонизация реализуется в технике, типичной для американского джаза: используются септ- и нонаккорды («простые» трезвучия избегаются), альтерации, тритоновые замены, добавленные (особенно секста и большая секунда) и заменные (терция на кварту) тоны, и т. п.

## Создатели и исполнители босса-новы (выборка)
- Жуан Жилберту
- Антониу Карлос Жобин
- Стэн Гетц
- Аструд Жилберту
- Элис Режина
- Элизет Кардозу
- Шику Буарки
- Роберту Менескаль
- Доривал Каимми
- Нара Леан
- Сержио Мендес (Bossa Rio Sextet)

## Рецепция
Популярность босса-новы в 1960-е и 1970-е годы была столь значительной, что авторы популярной музыки, часто в коммерческих целях, включали в заголовки своих композиций ссылку на жанр. Такова, например, инструментальная пьеса «Soul bossa nova» (1962) Куинси Джонса, написанная на обычный блюзовый квадрат. Припев одной из популярных песен группы «Наутилус Помпилиус» — Последнее письмо, содержит стилевые элементы босса-новы. Часто в этом стиле пишет свои песни Леонид Агутин, создавший в музыке, по мнению некоторых рецензентов, собственное направление «боссанова по-русски».